# Juan Jesús Posadas Ocampo
Juan Jesús Posadas Ocampo (Salvatierra, 11 de novembro de 1926 — Guadalajara, 24 de maio de 1993) foi um bispo mexicano da Igreja Católica que serviu como o oitavo arcebispo da Sé de Guadalajara e como cardeal da Igreja Católica Romana.
Posadas Ocampo foi elevado ao cardinalato pelo Papa João Paulo II no consistório de 28 de junho de 1991. Era uma figura popular e influente no México.

## Morte
Em 24 de maio de 1993, Posadas Ocampo, juntamente com outras seis pessoas, foram assassinados no estacionamento do Aeroporto Internacional de Guadalajara . Ele estava dentro de seu carro e recebeu 14 tiros . Um inquérito do governo concluiu que ele foi pego em um tiroteio entre cartéis rivais de cocaína e erroneamente identificado como um traficante de drogas. De acordo com um cabograma da Agência de Inteligência da Defesa , o cardeal foi confundido com Joaquín Guzmán Loera , "El Chapo", o chefe do Cartel de Sinaloa . Ninguém foi punido pelo assassinato, embora as acusações relacionadas ao homicídio fossem arquivadas. Juan Francisco Murillo Díaz "El Güero Jaibo" e Édgar Nicolás Villegas "El Negro", membros do Cartel de Tijuana, foram identificados como os autores intelectuais do homicídio.
Embora ordenados pelo Cartel de Tijuana, muitos membros do esquadrão de ataque eram na verdade membros baseados em San Diego da gangue de Logan Heights, treinados pelo Cartel de Tijuana como assassinos. Benjamín Arellano-Félix desistiu de dois membros do esquadrão de ataque: Juan Enrique Vasconez e Ramon Torres Mendez . Torres foi morto enquanto estava sob custódia, aguardando julgamento. Vasconez recebeu 9 anos em acusações de armas no México.
Apesar de estarem cometidos no México, os Estados Unidos acusaram nove membros do esquadrão de assassinatos de Logan Heights em relação ao assassinato. Três membros se declararam culpados e receberam sentenças de prisão de 18 a 22 anos.

## Reabertura do caso
O caso de Posadas foi reaberto depois que o presidente Vicente Fox ganhou o poder em 2000, encerrando sete décadas de governo de partido único. Fox assumiu o cargo prometendo esclarecer vários assassinatos de alto perfil. A Procuradora-Geral Adjunta María de la Luz Lima Malvido citou graves irregularidades em investigações anteriores, incluindo obstrução policial e o desaparecimento de mais de 1.000 documentos importantes. Desde então, ela diz que recebeu ameaças de morte "de aposentos poderosos", sua filha adolescente foi mantida sob a mira de uma arma e seus dois outros filhos foram alvejados em seu carro.
Novas pistas surgiram após a abertura do caso, incluindo depoimentos de um amigo de infância de Posadas. Ele diz que Posadas disse que ele foi convocado para a residência do presidente Carlos Salinas e ameaçado, apenas algumas semanas antes de sua morte. "Há muitas provas que nos levam a concluir que estamos perante um crime estatal, preparado, organizado e com a participação de forças de segurança do Estado", disse Fernando Guzmán, legislador estadual conservador. [ citação necessária ] Guzmán está perto da investigação porque representou a esposa do motorista de Posadas, também morto no ataque. Ele disse que os investigadores descartaram o envolvimento de cartéis de drogas, pelo menos como o caso foi apresentado pelo governo de Salinas. A nova teoria de que o assassinato pode ter sido ordenado por membros do governo de Salinas foi baseada em alegações de que um assessor sênior de Salinas alertou Posadas para manter sua boca fechada sobre informações que ele havia descoberto ligando altos políticos ao tráfico de drogas e prostituição. Ninguém alegou que Salinas estava pessoalmente envolvido.
Por volta do 10º aniversário do assassinato, os membros mais antigos da Igreja pediram a Fox uma carta para manter sua palavra e ver se o caso está resolvido. O sucessor de Posadas, o cardeal Juan Sandoval , está convencido de que o assassinato foi politicamente motivado. Ele, seu advogado e Guzmán também denunciaram ameaças de morte e recorreram à Comissão Interamericana de Direitos Humanos para proteção.
Em 15 de agosto de 2006, oficiais do Departamento de Justiça dos EUA anunciaram que agentes federais de drogas prenderam o traficante mexicano Francisco Javier Arellano Félix , um líder do Cartel de Tijuana responsável por cavar túneis elaborados para contrabandear drogas sob a fronteira com os EUA. No comunicado de imprensa mencionado, funcionários do Departamento de Justiça dos EUA disseram que Javier Arellano Félix também foi acusado no México em 1993 por conspirar para assassinar o cardeal Juan Posadas Ocampo.

## Na ficção
No romance de Don Winslow , The Power of the Dog , o personagem Father Parada é baseado em partes da vida e morte de Juan Jesús Cardinal Posadas Ocampo.